# Stéphane Antiga
Stéphane Antiga (Suresnes, 3 de fevereiro de 1976) é um treinador de vôlei e ex-voleibolista profissional francês.

## Carreira
Stéphane Antiga comandou a seleção polonesa de voleibol masculino, em 2016, nos Jogos Olímpicos de Verão no Rio de Janeiro, levou ao  9º lugar.